# Microloma tenuifolium
Microloma tenuifolium là một loài thực vật có hoa trong họ La bố ma. Loài này được (L.) K. Schum. mô tả khoa học đầu tiên năm 1895.

## Hình ảnh

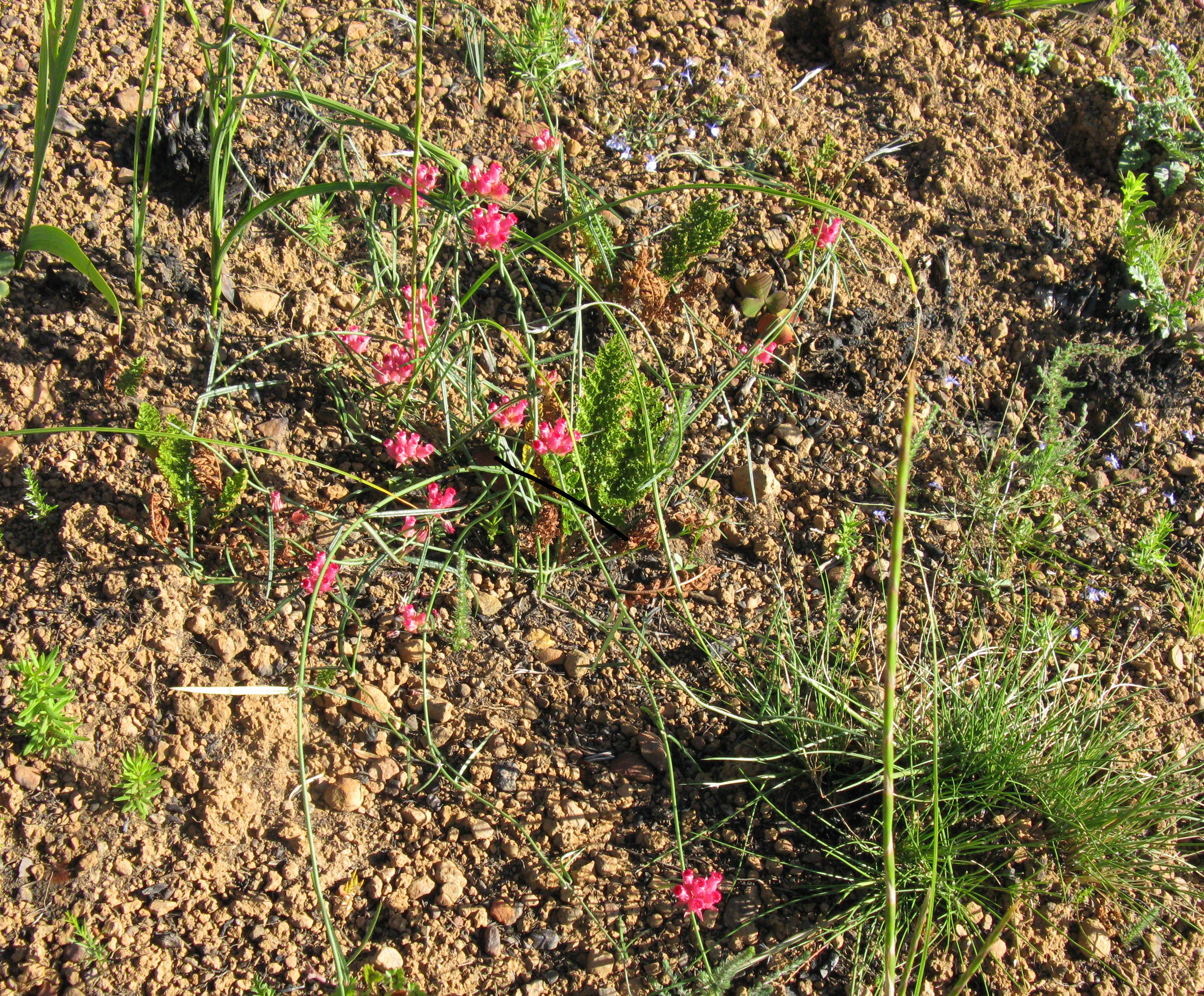
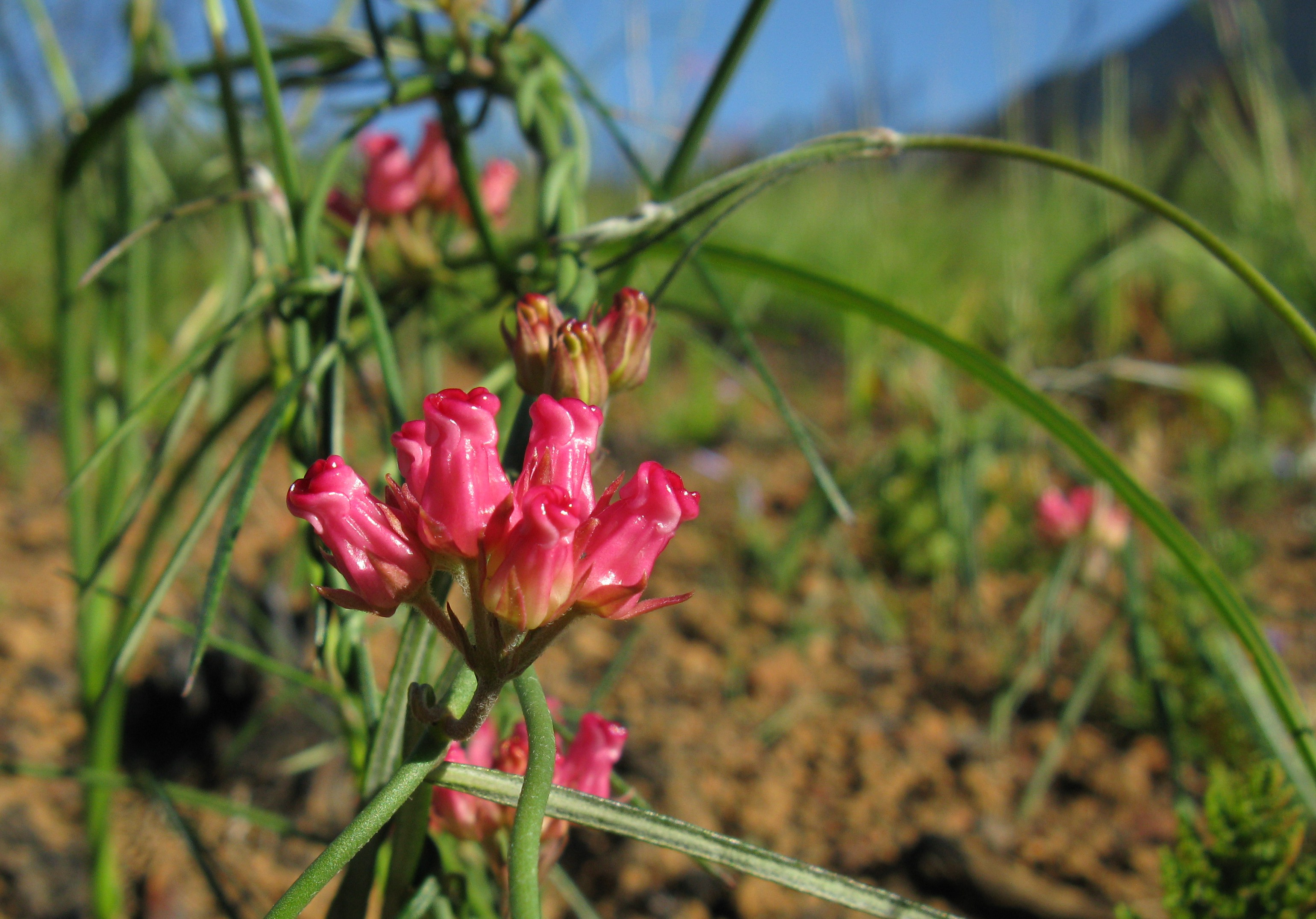
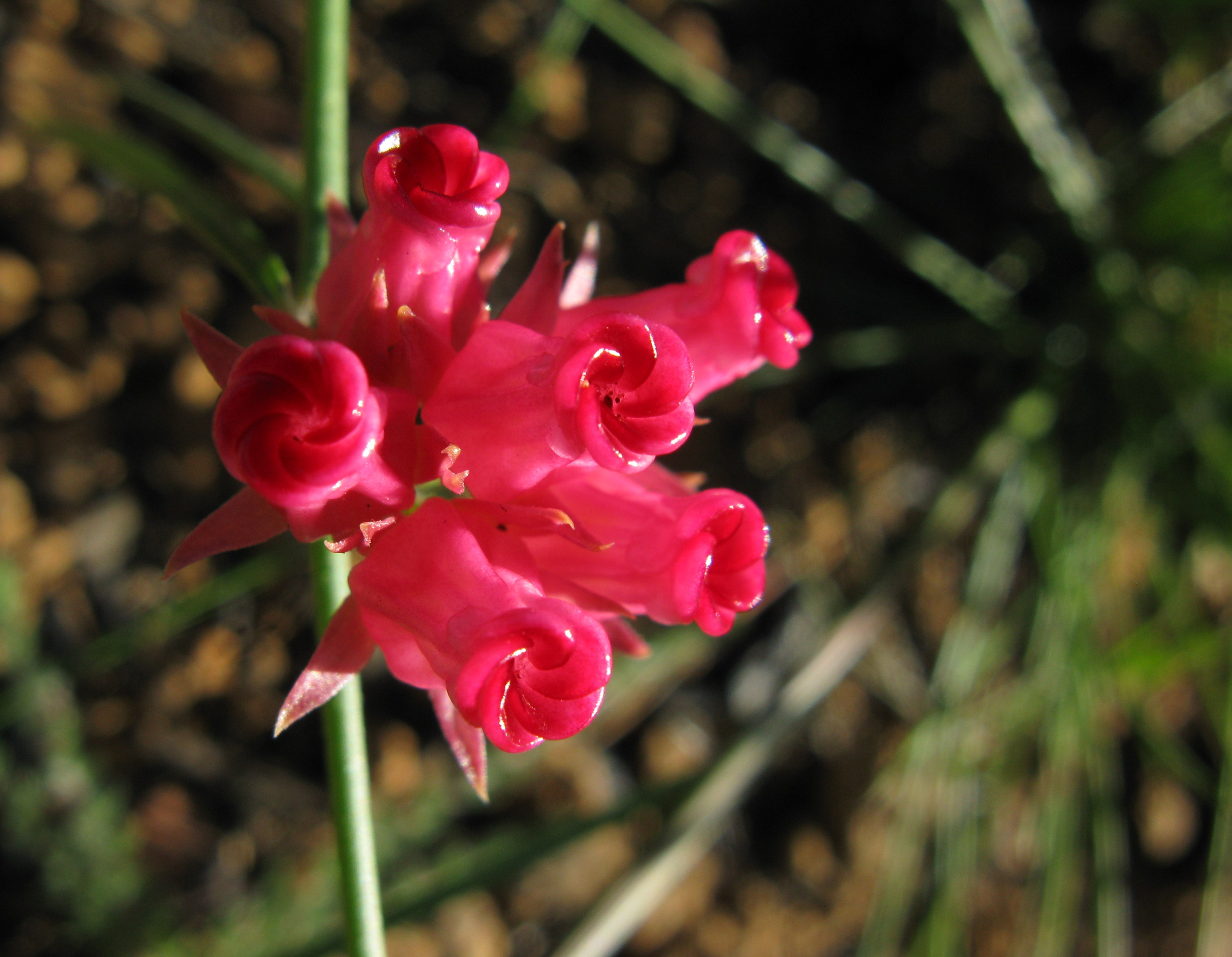